# São João (Porto Alegre)
São João é um bairro classe média  da zona norte da cidade brasileira de Porto Alegre, capital do estado do Rio Grande do Sul. Foi criado pela Lei 2022 de 7 de dezembro de 1959.

## Histórico[1]
O bairro São João tem suas origens ainda no século XIX, desenvolvendo-se entre o Arraial dos Navegantes, que corresponde aos atuais bairros de Navegantes e Humaitá, e a Estrada do Passo d'Areia (traçado correspondente às atuais avenidas Benjamin Constant e Assis Brasil), no entorno da Capela de São João, construída em 1874 em uma pequena pedreira, em terras de propriedade das irmãs Clara e Felicidade Maria da Silva. O local é ocupado pela Igreja São João Batista.
Seu crescimento foi impulsionado pela criação da linha de bonde São João, que tinha seu fim em frente à capela. As delimitações atuais do bairro foram estabelecidas na década de 1950, quando foram oficialmente criados diversos bairros de Porto Alegre.

## Características atuais
É o centro geográfico da zona norte de Porto Alegre, sendo cortado por duas das principais avenidas de Porto Alegre, a Avenida Benjamin Constant e a Avenida Assis Brasil.
No bairro São João localiza-se o viaduto José Eduardo Utzig, que faz parte da 3ª Perimetral, proporcionando um acesso mais rápido entre as zonas norte, leste e sul da cidade, transformando a Rua Dom Pedro II em uma de suas principais vias de acesso e circulação.
No bairro também estão localizados a Igreja São João Batista e o Colégio La Salle São João, tradicional instituição de ensino particular, fundado em 1928 pelo padre Cleto Benvegnu, vigário da paróquia.
O bairro conta com a Associação de Moradores do Bairro São João de Porto Alegre.

### Pontos de interesse
Entre os principais pontos de interesse do bairro estão o Aeroshopping, shopping de pequeno porte integrado ao Aeroporto Internacional Salgado Filho (que, entre 1924 e 1940 chamou-se Aeródromo de São João, em função do bairro); o Sítio do Laçador, ponto turístico que abriga o monumento símbolo da cidade, escolhido em concurso público; o Pepsi on Stage, palco de diversos shows nacionais e internacionais na cidade; o Museu da Varig, que já foi uma das maiores empresas de aviação comercial do mundo e nasceu no bairro, junto ao aeroporto; a SOGIPA, um dos mais antigos e tradicionais clubes da cidade; e o Bourbon Shopping Assis Brasil, um importante centro de compras da cidade.

## Limites atuais
Ponto inicial e final: encontro da Avenida Benjamin Constant com a Avenida Cristóvão Colombo; desse ponto segue pela Avenida Cristóvão Colombo até a Rua São Francisco da Califórnia, por essa até Rua Américo Vespúcio, por essa até a Rua Coronel Feijó, por essa até a Avenida Assis Brasil, por essa até a Rua Vinte e Cinco de Julho, por essa até a Avenida Sertório, por essa até a Rua Dona Margarida, por essa até a Rua Augusto Severo, por essa até o seu final, ponto de coordenadas E: 281.999; N: 1.680.148; desse ponto segue por uma sequencia de linhas retas e imaginárias o limite da propriedade do Aeroporto Salgado Filho até a Avenida Zaida Jarros, no ponto de coordenadas E: 281.847; N: 1.680.472, por essa até o encontro da Avenida Farrapos com a Avenida Ceará, por essa até a Avenida Brasil, por essa até a Avenida Benjamin Constant, por essa até a Avenida Cristóvão Colombo, ponto inicial.
Seus bairros vizinhos são: São Geraldo, Higienópolis, Santa Maria Goretti, Navegantes, Humaitá, Anchieta e Jardim São Pedro.

## Galeria de imagens

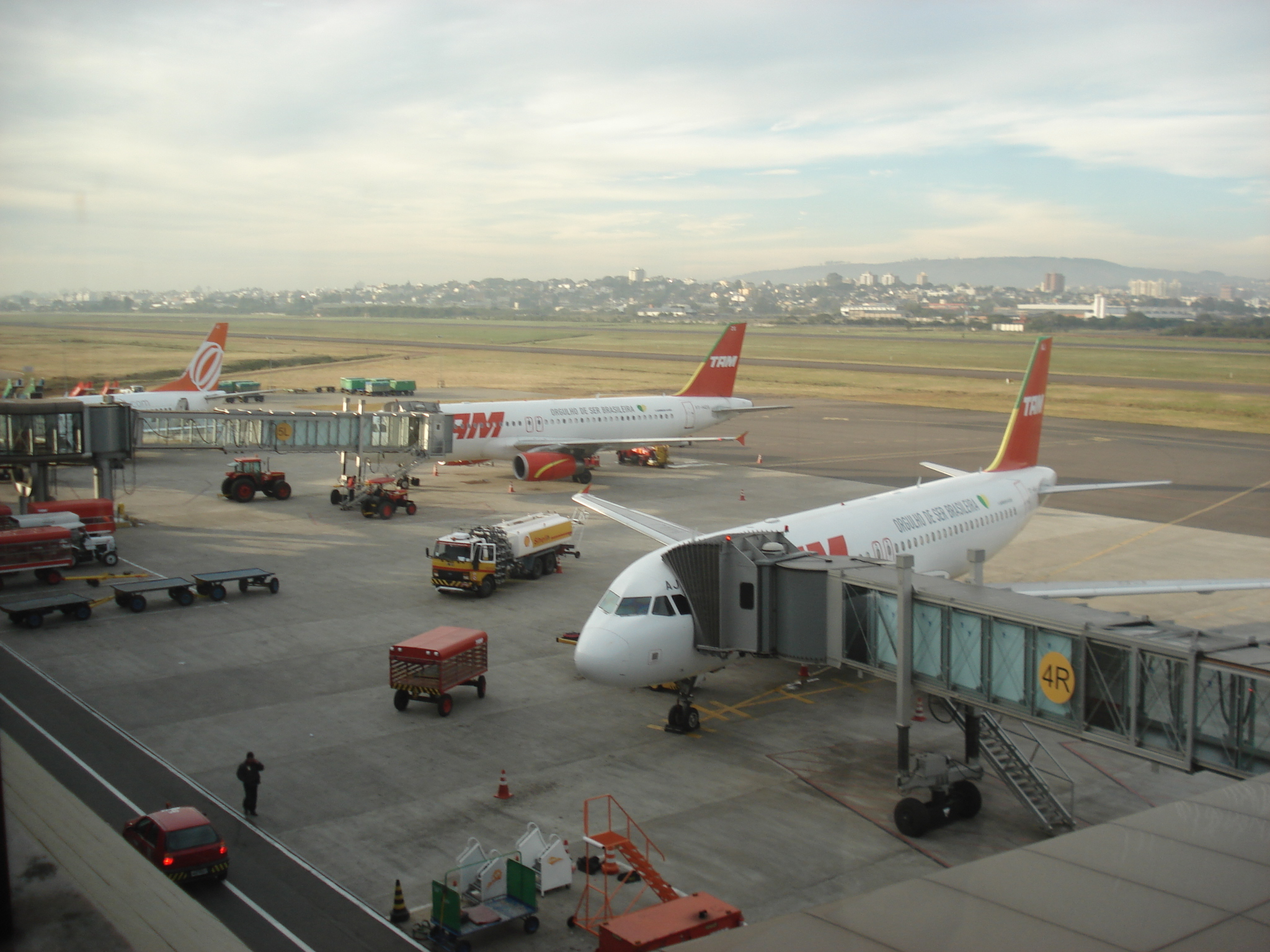
Aeroporto Internacional Salgado Filho
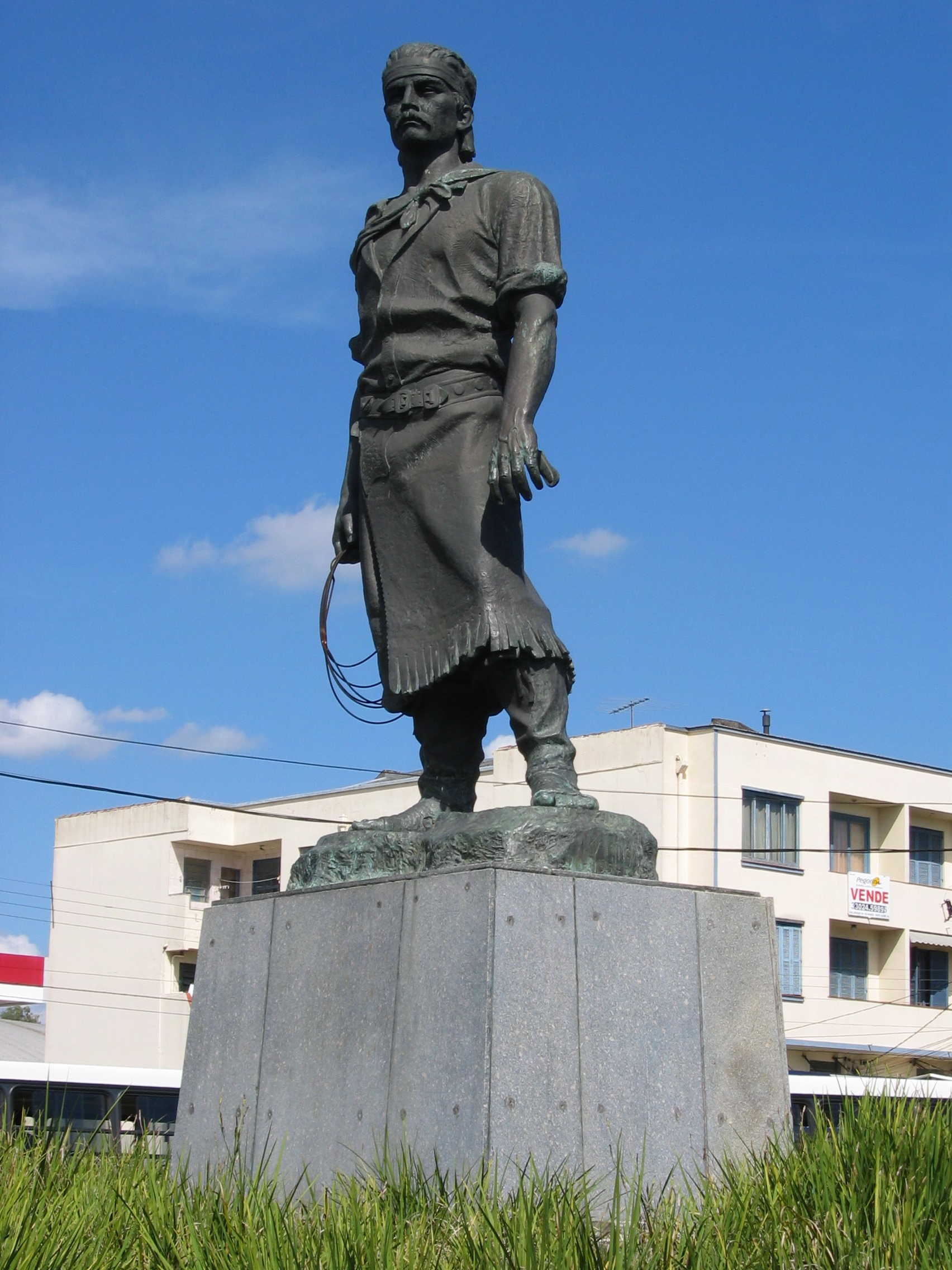
Monumento ao Laçador, símbolo de Porto Alegre
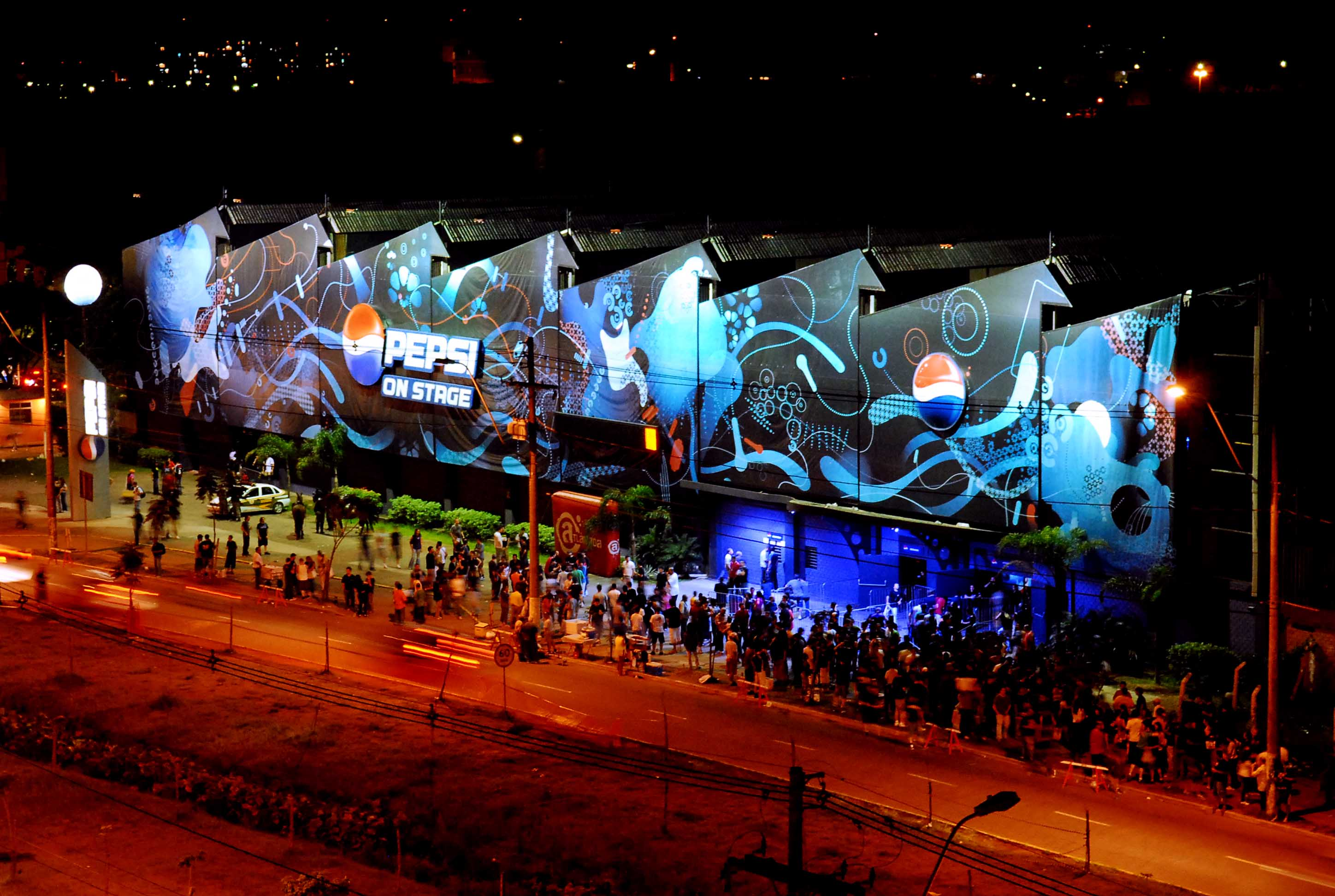
Fachada do Pepsi on Stage em 2008